# Petit Crêt
Petit Crêt är en kulle i Schweiz. Den ligger i distriktet Franches-Montagnes och kantonen Jura, i den västra delen av landet, 40 km nordväst om huvudstaden Bern. Toppen på Petit Crêt är 1 021 meter över havet.